# Рождественський Роберт Іванович
Рождественський Роберт Іванович (20 червня 1932, с. Косіха Алтайського краю (Росія) — 19 серпня 1994, Москва) — російський поет, член Спілки письменників Росії, Лауреат Державної премії СРСР (1979).

## Біографія та творчість
Закінчив Літературний інститут ім. М. Горького (1956). Друкувався з 1950 року. Автор тексту пісень до багатьох фільмів.
Серед них українські кінокартини: «Як гартувалась сталь» (1973, т/ф, 6 с), «Весна 29-го» (1975, т/ф), «Доля барабанщика» (1975, т/ф, 3 с), «Квіти лугові» (1980), «Твоє мирне небо», «Все починається з любові» (1984), «За покликом серця» (1985) тощо. Лауреат Державної премії СРСР (1979), нагороджений орденами, медалями.